# An Experiment on a Bird in the Air Pump
 (novembre 2016).
An Experiment on a Bird in the Air Pump (littéralement Une Expérience sur un oiseau dans une pompe à air) est une peinture à l'huile de 1768 du Britannique Joseph Wright of Derby appartenant à une série de peintures représentant des scènes éclairées à la lueur de bougies, peintes pendant les années 1760.
Cette œuvre s'écarte des conventions de l'époque en dépeignant un sujet scientifique de façon révérencieuse. Ce style était cependant jusqu'alors réservé à des scènes d'inspiration religieuse ou historique. Wright était étroitement intriqué dans la représentation de la révolution industrielle et des avancées scientifiques des Lumières. Bien que ses peintures fussent reconnues originales par ses pairs de l'époque, son statut de provincial et le choix de ses sujets a fait que son style n'a jamais été largement imité. La peinture est une possession de la National Gallery depuis 1863 et est toujours considérée comme l'un des chefs-d'œuvre de l'art britannique.
L'œuvre représente un savant, précurseur des scientifiques modernes, reproduisant une des expériences de Robert Boyle avec une pompe à air, dans laquelle un oiseau est privé d'oxygène sous le regard d'une audience variée. Ce groupe montre des réactions diverses, mais la plupart d'entre eux montrent plus d'intérêt à l'aspect scientifique qu'au sort de l'oiseau. Le personnage central dirige son regard hors champ, vers le spectateur, comme s'il l'invitait à rejoindre le dénouement de cette expérience.

## Contexte scientifique

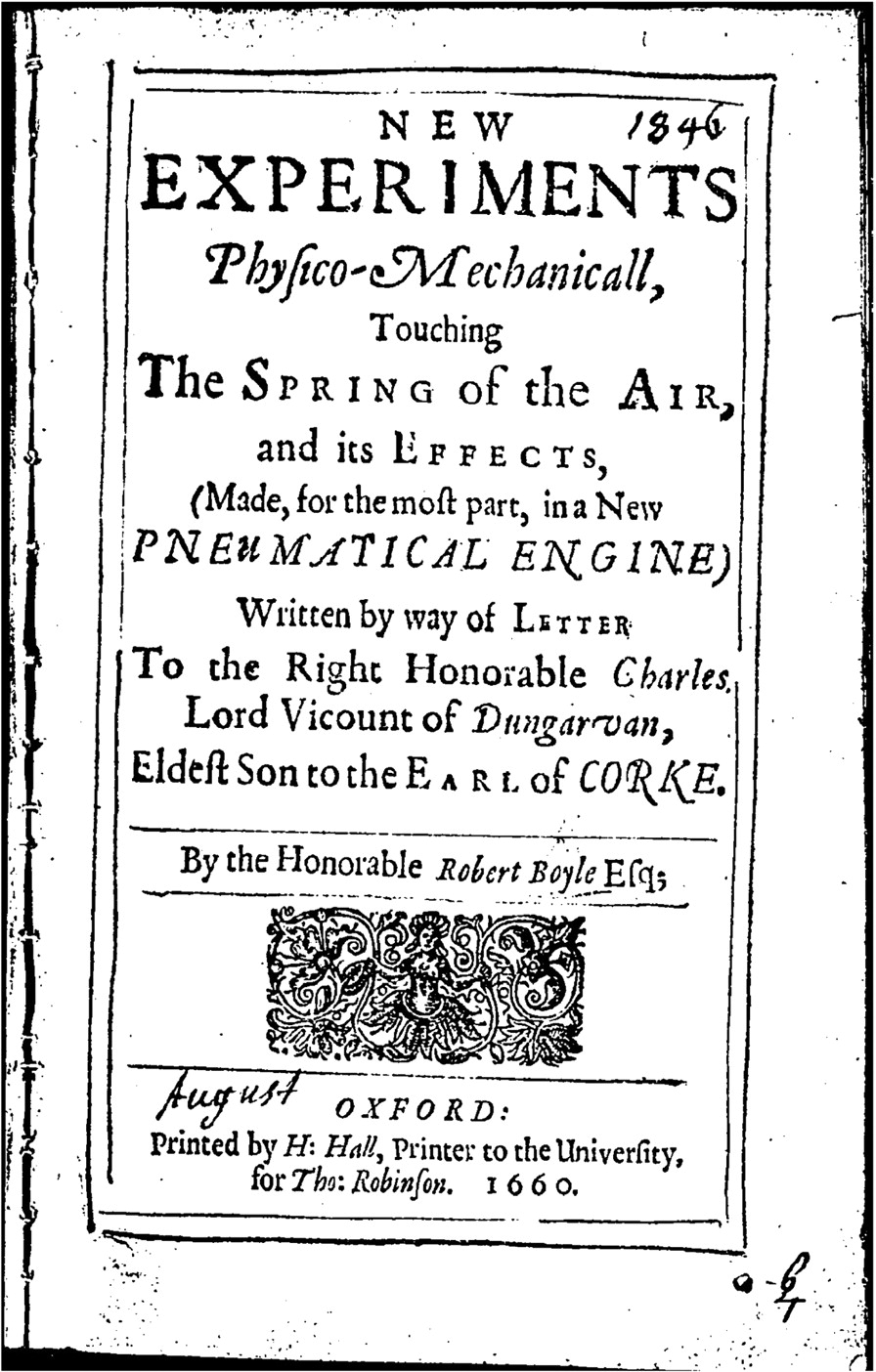
Page de titre des New Experiments de Robert Boyle.

En 1659, Robert Boyle ordonna la fabrication d'une pompe à air, alors décrite comme un « moteur pneumatique », et nommée aujourd'hui pompe à vide. La pompe à air avait été inventée en 1650 par Otto von Guericke, mais peu de scientifiques s'étaient essayés à sa construction en raison d'un coût prohibitif. Robert Boyle, fils du comte de Cork Richard Boyle, n'avait pas ce genre de soucis. Il fit d'ailleurs don du modèle originel à la Royal Society conservant deux modèles améliorés pour son usage personnel. En dehors des pompes conçues pour Boyle, il n'en existait pas plus de quatre autres durant les années 1660 : une pour Christian Huygens à La Haye, peut être une autre pour Henry Power (en) à Halifax et vraisemblablement un modèle au Christ's College de Cambridge et à l'Académie de Montmor à Paris. La pompe de Boyle, conçue spécifiquement pour son usage et construite par Robert Hooke était complexe et difficile à manipuler. De nombreuses expériences ne purent être réalisées qu'en présence de Hooke, Boyle lui laissant souvent le soin des démonstrations publiques, qu'il géra tout autant par son sens du spectacle que par ses qualités d'expérimentateur.
Malgré les obstacles expérimentaux et les difficultés de maintenance, la construction de la pompe permit à Boyle de mener de grandes expériences sur les propriétés de l'air, qu'il décrit par la suite dans son ouvrage New Experiments Physico-Mechanicall, Touching the Spring of the Air, and its Effects (Made, for the Most Part, in a New Pneumatical Engine) (Nouvelles expériences Physico-Mécaniques sur la Compression de l'Air et ses Effets (faites principalement à l'aide d'une nouvelle Machine Pneumatique)). Dans ce livre, il décrit avec un grand luxe de détails 43 des expériences qu'il mena, à l'occasion aidé de Hooke, sur l'effet de l'air lors de divers phénomènes. Boyle testa l'effet de l'air raréfié sur la combustion, le magnétisme, le son et sur un baromètre, ainsi que l'effet de l'augmentation de la pression de l'air sur diverses substances. 
Il lista en particulier deux expériences menées sur des animaux vivants : l'expérience 40, qui étudiait les capacités de vol des insectes sous une pression réduite et l'expérience 41, qui prouva la dépendance des créatures vivantes à l'air… Dans cette tentative de découvrir quelque chose à propos de la nécessité pour les animaux de respirer, « que la Nature avait comblé en fournissant les poumons », Boyle mena de nombreux essais au cours desquels il utilisa une grande variété de créatures, en particulier des oiseaux, des souris et des mouches et étudia leurs réactions lorsque l'air était retiré. Il décrit ici l'expérience menée sur une alouette :
« L'oiseau parut bien vivant pendant quelques instants; mais lorsque l'extraction d'air s'intensifia, la bête apparut manifestement malade et commença à chuter, et fut rapidement prise de convulsions violentes, à la manière de la volaille à laquelle on a coupé la tête. L'oiseau se releva à deux ou trois reprises puis mourut, la poitrine relevée, la tête vers le bas et le cou de travers. »
Lors de la réalisation de son œuvre en 1768, Wright connaissait bien les pompes à air, qui s'étaient démocratisées chez les scientifiques, à tel point que de nombreuses démonstrations scientifiques publiques (souvent menées par un animateur, plutôt que par un scientifique) avaient pour point d'orgue une « expérience d'un animal dans la pompe à air ». James Ferguson, astronome écossais et connaissance de Joseph Wright (tous deux avaient pour ami John Whitehurst) indiqua qu'un « poumon de verre » contenant une vessie remplie d'air était le plus fréquemment employé car l'utilisation d'un animal vivant aurait été « trop choquant pour tout spectateur doté d'une once d'humanité ».

## La peinture

### Histoire
Durant son apprentissage et au début de sa carrière, Wright se spécialisa dans la réalisation de portraits.  En 1762, il était un portraitiste accompli et c'est son portrait de groupe de 1674 James Shuttlework, his Wife and Daughter (James Shuttleworth, sa femme et sa fille) qui fut reconnu comme son premier chef-d'œuvre. Benedict Nicholson suggère que Wright était influencé par le travail de Thomas Frye et en particulier par une série de manière noire qu'il avait achevé juste avant de mourir, en 1762. Ce sont sans doute les images à la lueur de bougie réalisées par Frye qu'a tenté de reproduire Wright. Sa première tentative, A Girl reading a Letter by candlelight with a Young Man looking over her shoulder (La demoiselle lisant une lettre à la lueur de bougie et le jeune homme regardant par-dessus son épaule), datant de 1762 ou 1763 est un de ces essais dans le genre, et possède une certaine complexité qui renforce son attrait. Le An Expirement on a Bird in the Air Pump est une des œuvres de la série des peintures nocturnes à la lueur des bougies qu'il a réalisées entre 1765 et 1768. 
Le tableau Three Persons Viewing the Gladiator by Candlelight, le premier de ses chefs-d'œuvre de la série des peintures représentée à la lueur de bougie fut peint en 1765 et montre trois hommes admirant le « Gladiateur Borghèse ». Le Gladiator fut beaucoup admiré mais sa réalisation suivante, A Philosopher giving that Lecture on the Orrery, in which a Lamp is put in place of the Sun (connue sous le nom raccourci de A Philosopher Giving a Lecture on the Orrery ou simplement The Orrery (Le Savant expliquant le fonctionnement du planétarium)) causa une certaine agitation car il remplaçait le sujet central classique par un sujet scientifique. La description de Wright de la crainte produite par les « miracles »scientifiques marqua une rupture avec les traditions antérieures où la réalisation de « merveille » était bornée aux faits religieux. Pour Wright, les merveilles de l'âge technologique étaient donc aussi empreintes de respect que les sujets développés sur les plus grandes peintures à caractère religieux. Un commentaire anonyme de l'époque dit de Wright qu'il était « d'un grand et rare génie dans sa singularité ». Le Planétarium fut peint sans avance, probablement dans l'espoir qu'il serait acheté par Washington Shirley, 5e comte de Ferrers un astronome amateur qui possédait d'ailleurs son propre planétarium et avec qui l'ami de Wright, Peter Perez Burdett, passa quelque temps dans le Derbyshire. Les portraits supposés de Burdett et du comte de Ferrers apparaissent dans la peinture, Burdett prenant des notes et le comte de Ferrers, assis à côté du planétarium. Le comte de Ferrers acheta la peinture pour 210 £, puis le sixième comte la vendit aux enchères. Il est désormais propriété du Derby Museum and Art Gallery.

### Détail
An Experiment on a Bird in the Air Pump suivit en 1768, et l'expérience chargée d'émotion contrastait avec la scène ordonnée du Planétaire. La peinture, qui mesure 183 cm sur 244, montre un cacatoès blanc s'agitant sous la panique alors que l'air se retire lentement sous l'effet de la pompe. Les témoins de la scène montrent des réactions et des émotions variées : une des fillettes observe le destin de l'oiseau, affichant un air très inquiet, tandis qu'une autre est trop bouleversée pour observer la scène et se fait réconforter par son père. Deux hommes (l'un d'entre eux chronométrant négligemment l'expérience) et un garçon observent quant à eux avec intérêt, tandis que les amoureux sur la gauche demeurent absorbés l'un par l'autre. Le scientifique lui-même regarde directement vers l'extérieur de l'image, comme s'il invitait le spectateur à décider du sort de l'oiseau, en laissant la pompe fonctionner ou bien en stoppant celle-ci. Du côté des enfants, c'est de la sympathie qui semble apparaître pour l'oiseau ; David Solkin suggère que le sujet de la peinture est aussi le détachement du public par rapport aux évolutions de la science. Les individus interagissent entre eux : le père avec ses enfants, le jeune homme avec la demoiselle, tandis que la détresse de l'oiseau n'est que le sujet d'une étude minutieuse. D'un côté du garçon à l'arrière, la cage vide du cacatoès est visible au mur ; pour accentuer l'aspect dramatique de la scène, on est incapable de déterminer s'il redescend la cage, ce qui indiquerait que l'oiseau y retournerait après l'expérience, ou bien si la cage est remise à sa place, indiquant la mort certaine de son occupant. On peut autrement imaginer qu'il tire les rideaux pour bloquer la lumière de la lune.
Pour Jenny Uglow, ce garçon est une reprise de la dernière peinture de William Hogarth The Four Stages of Cruelty (Les quatre étapes de la cruauté), et traduit ainsi l'arrogance et la cruauté potentielle d'une telle expérience. De son côté, David Fraser y voit aussi des similitudes avec un public regroupé autour d'une démonstration centrale.
La position neutre du personnage central et les intentions incertaines du garçon avec la cage furent des idées tardives : une étude préliminaire, retrouvée au verso d'un autoportrait, ne laissait pas apparaître le garçon et montrant le scientifique rassurant les fillettes. Dans cette esquisse, il était certain que l'oiseau était voué à survivre, mais la composition manquait de force par rapport à la représentation finale. Wright, qui avait tiré nombre de ses sujets de la poésie anglaise, connaissait sans doute le passage du Vagabond (1729) de Richard Savage :
So in some Engine, that denies a Vent,

If unrespiring is some Creature pent,

It sickens, droops, and pants, and gasps for Breath,

Sad o'er the Sight swim shad'wy Mists of Death;

If then kind Air pours powerful in again.

New Heats, new Pulses quicken ev'ry Vein;

From the clear'd, lifted, life-rekindled Eye,

Dispers'd, the dark and dampy Vapours fly.
Le cacatoès était un oiseau rare à l'époque, ce qui n'en fait pas du tout le sujet d'une telle expérience normalement. Cette espèce ne devint connue qu'après que des représentations associées aux récits des voyages du Capitaine Cook dans les années 1770. Avant les voyages de Cook, les cacatoès n'avaient été importés qu'en très faible nombre, en tant qu'animaux exotiques. Wright en avait déjà peint un en 1762, dans la demeure de William Chase, le représentant à la fois dans un portrait de Chase et sa femme (Mr & Mrs William Chase) et dans une étude séparée, The Parrot (le perroquet). En choisissant une créature si rare à sacrifier pour la science, Wright ne fit pas que choisir un sujet plus dramatique que des poumons artificiels, mais réalisa peut-être une déclaration sur les valeurs de la société à l'époque des Lumières. Le plumage blanc du cacatoès ressort de plus bien mieux dans la pièce peu éclairée que l'oiseau plus sombre représenté dans l'ébauche préliminaire. La représentation de l'oiseau et des deux personnes qui l'entoure a aussi été comparé à une représentation de la Trinité, trouvée dans des peintures hollandaises assez anciennes, ou le Saint Esprit est représenté comme une colombe, vers laquelle Dieu le Père (le scientifique) regarde tandis que le Christ (le père) béni le spectateur.
Sur la table se trouvent de nombreuses pièces d'équipement que le scientifique pourrait bien avoir employé durant sa démonstration : un thermomètre, un chandelier et une paire d'hémisphère de Magdeburg, qui aurait servi en même temps que la pompe pour démontrer la différence de pression entre l'air et le vide (quand l'air est pompé hors des hémisphères accolées, celles-ci sont impossibles à décrocher l'une de l'autre). La pompe à air est elle-même représentée avec un grand luxe de détails, ce qui en fait un précieux témoignage des outils de l'époque. On croit aussi reconnaître un crâne humain dans le liquide de la boule de verre posée sur la table, mais ce n'est vraisemblablement pas l'équipement que l'on aurait croisé dans une telle situation ; William Schupbach suggère que cette boule et la bougie, qui éclaire la boule par-derrière, forment un vanitas- deux symboles de la mort reflétant la lutte pour la vie de l'oiseau.

### Style
La puissance de la lumière centrale crée dans la peinture un effet de clair-obscur. La lumière illuminant la scène a été décrite comme étant « si brillante que cela ne peut qu'être la lumière de la révélation ». La seule source de lumière est cachée derrière la boule placée sur la table; certains indices indiquant qu'il s'agit d'une lampe en verre peuvent être vus autour du bord de la boule, mais David Hockney a suggéré que la boule contenait elle-même du soufre, qui aurait pu donner la puissante lumière que n'aurait pas fournie une simple chandelle. Dans l'étude préalable, un bougeoir est visible, et sa flamme se reflète dans la boule. Hockney pense que de nombreux grands maîtres ont utilisé des équipements optiques pour s'assister dans leurs peintures et il suggère que Wright aurait aussi pu employer des lentilles pour transférer l'image directement sur le papier plutôt que de peindre directement la scène; cet avis est aussi renforcé par la conviction de Hockney que les détails des ombres auraient été trop complexes pour Wright sans qu'il n'emploie de moyens pour l'assister. On peut aussi observer que le support de la pompe à air ne projette pas d'ombre sur le corps du scientifique, contrairement à ce que l'on devrait voir normalement.
Le An Experiment de Wright était aussi atypique car il décrivait des archétypes plutôt que des personnes particulières, bien que divers modèles pour les visages aient été suggérés. Les jeunes amoureux pourraient avoir été basés sur Thomas Coltman et Mary Barlow, des amis de Wright, qu'il a représentés dans Mr and Mrs Thomas Coltman (aussi présent à la National Gallery) à la suite de leur mariage en 1769 ; Erasmus Darwin est vraisemblablement le modèle de l'homme qui chronomètre l'expérience à la gauche de la table, et John Warltire, qui avait contribué à quelques expériences avec des pompes à air avec Darwin, est le scientifique. Cependant, Wright n'a jamais identifié ou même suggéré que les personnages étaient inspirés de personnes réelles. Dans son Planétaire, tous les personnages étaient identifiés, à l'exception du scientifique, qui présente des similitudes avec Isaac Newton mais dont des différences significatives empêchent une identification claire. Nicholson a aussi détecté l'influence de Frye à travers la peinture. C'est la ressemblance avec le  Portrait of a Young Man (portrait d'un jeune homme) datant de 1761, qui est la plus frappante, en particulier pour le garçon qui penche la tête pour regarder l'oiseau. En 1977, Michael Wynne publia un des dessins à la craie de Frye datant d'environ 1760, An old man leaning on a staff (Un vieil homme appuyé sur un bâton), qui est tellement semblable à l'observateur sur l'avant droit qu'il semble impossible que Wright ne s'en soit pas inspiré. Il y a d'autres marques de l'influence de Frye dans la peinture : même le visage du scientifique à des airs du Figure with Candle (Visage avec bougie). Bien que Henry Fuseli ait aussi par la suite développé le style de Frye, on a aucune trace de lui ayant peint quoi que ce soit de similaire avant le début des années 1780.  Même s'il était déjà en Angleterre lorsque le An Experiment fut réalisé, il est donc exclu qu'il ait pu être une référence pour les travaux de Wright.
Les peintures scientifiques de Wright ont adopté des éléments de la tradition des peintures historiques bien qu'il y manque l'action héroïque centrale typique de ce genre. Bien qu'innovante, ces peintures sont vraiment spécifiques à Wright. Son style unique a été expliqué de plusieurs façons. Le statut provincial de Wright et ses liens avec la Lunar Society, un groupe d'industriels, de scientifiques et d'intellectuels se réunissant régulièrement à Birmingham entre 1765 et 1813, ont été soulignés, ainsi que son implication et son soutien pour les avancées faites a début de la révolution industrielle. D'autres observateurs ont aussi relevé le désir de saisir un instantané de la société, dans la tradition de William Hogarth, bien que sa position soit plus neutre que celle satirique de Hogarth.

## Réception de l'œuvre
Les sujets scientifiques illustrés dans les peintures de Wright étaient destinés à rendre attrayants les cercles scientifiques au sein desquels le peintre évoluait. Bien qu'il n'en fût jamais lui-même membre, il possédait des liens avec la Lunar Society: il était ami avec John Whitehurst et Erasmus Darwin, ainsi qu'avec Josiah Wedgwood, qui lui commanda plus tard des peintures. L'apparition de la lune dans la peinture est un clin d'œil à leurs rencontres mensuelles, qui se tenaient à la pleine lune. Comme pour le Planétaire, Wright semble avoir peint son An Experiment sans que la demande ait été émise. La peinture a finalement été acquise par Benjamin Bates (en), qui détenait déjà le Gladiator de Wright. Médecin à Aylesbury, hédoniste et mécène, Bates était membre d'un Hellfire Club et malgré des excès dans sa vie, il vécut jusqu'à 90 ans. Le livre des comptes de Wright montre plusieurs prix pour sa peinture : 200 £ à un endroit, 210 £ à un autre et dans une correspondance avec Bates, il ne lui en demande que 130 £ tout en indiquant qu'il noterait une somme supérieure sur sa commande, de façon à ne pas dévaloriser la valeur de ses œuvres suivantes… On ne sait pas la somme finale qu'a payé Bates car seul figure un payement partiel de 30 £ dans les comptes de Wright.
Wright a présenté la peinture à la Société des artistes en 1763 et l'a re-présentée à Christian VII du Danemark en septembre de la même année. Les spectateurs ont pu remarquer « l'intelligence et la vigueur » qui se dégageait de l'œuvre, tandis que Gustave Flaubert, présent en Angleterre en 1865-66 la considéra « charmante de naïveté et de profondeur ». La popularité de l'œuvre fut suffisante pour qu'un mezzotinte soit produit par Valentine Green et publié par John Boydell. Celui-ci a été réimprimé au cours des XVIIIe et XIXe siècles dans des quantités de plus en plus faibles. Ellis Waterhouse a qualifié cette œuvre comme « l'un des chefs-d'œuvre entièrement original de l'art britannique ».
Après Bates, la peinture passa à Walter Tyrell ; un membre de la même famille, Edward, la présenta à la National Gallery de Londres en 1863 après avoir tenté de la vendre aux enchères chez Christie's en 1854. L'œuvre fut transférée à la Tate Gallery en 1929, bien qu'elle ait été prêtée de 1912 à 1947 au Derby Museum and Art Gallery. Cette peinture a aussi été exposée à la suite de prêts à la National Gallery of Art de Washington D.C. en 1976, au Nationalmuseum de Stockholm en 1979-1980, au Grand Palais de Paris, au Metropolitan de New York et à la Tate de Londres en 1990.
Son état actuel est bon, bien que des altérations mineures soient visibles sur certains visages. Sa dernière rénovation date de 1974.
La scène, frappante, a été utilisée pour illustrer la couverture de plusieurs ouvrages, aussi bien artistiques que scientifiques. Elle a aussi été détournée, comme sur la couverture des Sciences du Disque-Monde, de Terry Pratchett, Ian Stewart et Jack Cohen, où l'artiste Paul Kidby lui rend hommage, en remplaçant les personnages de Wright par ceux du livre. La pièce An Experiment with an Air Pump (en) de Shelagh Stephenson (en), inspirée de la peinture a reçu le Margaret Ramsey Award en 1997 et a tenu sa première au Royal Exchange Theatre de Manchester en 1998.